# Laurent Houssin
Laurent Houssin est un auteur de bande dessinée français né à Lens en 1967.

## Biographie
Après avoir participé à divers fanzines dont Jade et Caca bémol et à des magazines, notamment Métal hurlant et L'Écho des savanes, Laurent Houssin entame une carrière dans le multimédia, travaillant notamment pour la chaine Canal+. 
Revenant au  Neuvième Art, il participe à de nombreux albums collectifs, notamment pour les éditions Petit à Petit, sur les biographies en bande dessinée des Beatles (2008) et de Michael Jackson (2009). 
À partir de 2010, il lance avec le scénariste Stephan Valentin une nouvelle collection de bande dessinée jeunesse à vocation pédagogique intitulée La Bande à Loulou (éditions Jouvence Jeunesse). Le premier album intitulé Tom aime ses amis parait début 2010. Il collabore, à partir de 2011 au magazine Fluide glacial.
En 2019, il est lauréat du Prix Schlingo avec Jorge Bernstein pour l'album Tendre enfance.

## Publications

### BD
- Allée des rosiers - 1. Tuile sur tuile, avec Séverine Lambour (scénario) et Olivier Martin et Benoît Springer (dessin et couleur), Éditions Carabas, 2007[10],[11]
- Chuche Mouleau - 1. Rendez-nous Miss Moule ! , avec Roger Facon (scénario), Imbroglio, 2008
- King Bling, scénario de Mo/CDM, Vide Cocagne, 2017
- Tendre enfance, avec Jorge Bernstein, Éditions Rouquemoute, 2018. Prix Schlingo 2019[9]
- La Vie en rouge, scénario de Lindingre, Fluide Glacial, 2018
- Les Vraies Gens, avec Lindingre (scénario), Éditions Rouquemoute, 2019[12]
- Le Potager Rocambole, avec Luc Bienvenu, Futuropolis, 2021
- Chiffonné, son premier livre en solo, Cavale éditions, 2021

### BD jeunesse
- La Bande à Loulou, avec Stephan Valentin (textes), série (plusieurs albums à partir de 2010)[6], éditions Jouvence Jeunesse